# 三菱東7号館
三菱東7号館（みつびしひがしななごうかん）は、かつて日本の東京都千代田区丸の内にあった建築物である。旧称三菱第3号館。ここではその別館である東7号館別館についても記す。

## 沿革
丸の内地区一帯の払い下げを受けたかつての三菱合資会社が、1892年（明治25年）建設に着手した第2号館に続く第3号館として計画し、東京府東京市麹町区有楽町1-1（後の東京都千代田区丸ノ内3-2）の地所において1893年（明治26年）6月より建設に着手して、1896年（明治29年）4月竣功となった。
計画当初よりの思惑通り、竣功当初は日本郵船会社の本社屋として供され、また時期不明ながら高田商会会社も一時ここに本店を置いた。また三菱は1918年（大正7年）3月これを東7号館と改称した。
1923年（大正12年）郵船会社は新本社社屋の郵船ビルディングを建築したので退去が進められたが、その間の同年6月8日発火して3階部分が焼失する事態に見舞われ、然るに同年9月1日発生した関東大震災を経て、屋根部分の意匠を異にして1924年（大正13年）3月復旧されるに至った。
郵船会社退去後、三菱は新たなる賃借者である東京瓦斯会社の要請により倉庫などを取り除いた上、1929年（昭和4年）8月17日別館を建築した。然るにそれは会社の退去により丸之内会館に供される運びとなった。
第二次世界大戦で日本が敗戦した後の1946年（昭和21年）1月、連合国軍最高司令官総司令部 (GHQ) は別館を接収し米国報道機関宿舎と成した。同年4月にはこれも接収し、1956年（昭和31年）3月13日をもって解くまで診療所・医学総合研究所の用に供した。
接収解除後、三菱地所会社はこれを再び貸事務所と成したが、新たなる貸事務所建築の地所にあてるべくして1961年（昭和36年）8月より取り壊しに着手した。そして跡地において新東京ビルヂングの第1期部分を完成させた。

## 建築概要
設計は曽禰達蔵が成したものである。設備面において特筆すべきはイギリス・オーチス会社製造の水圧式エレベーターを備え付けたことであり、日本において貸事務所にエレベーターを備え付けたのは、これが嚆矢である。平面計画の如きは棟割長屋にあらず、中廊下形式にして部屋割りの間取りをなすものである。
別館の設計は三菱合資会社地所部によるものである。

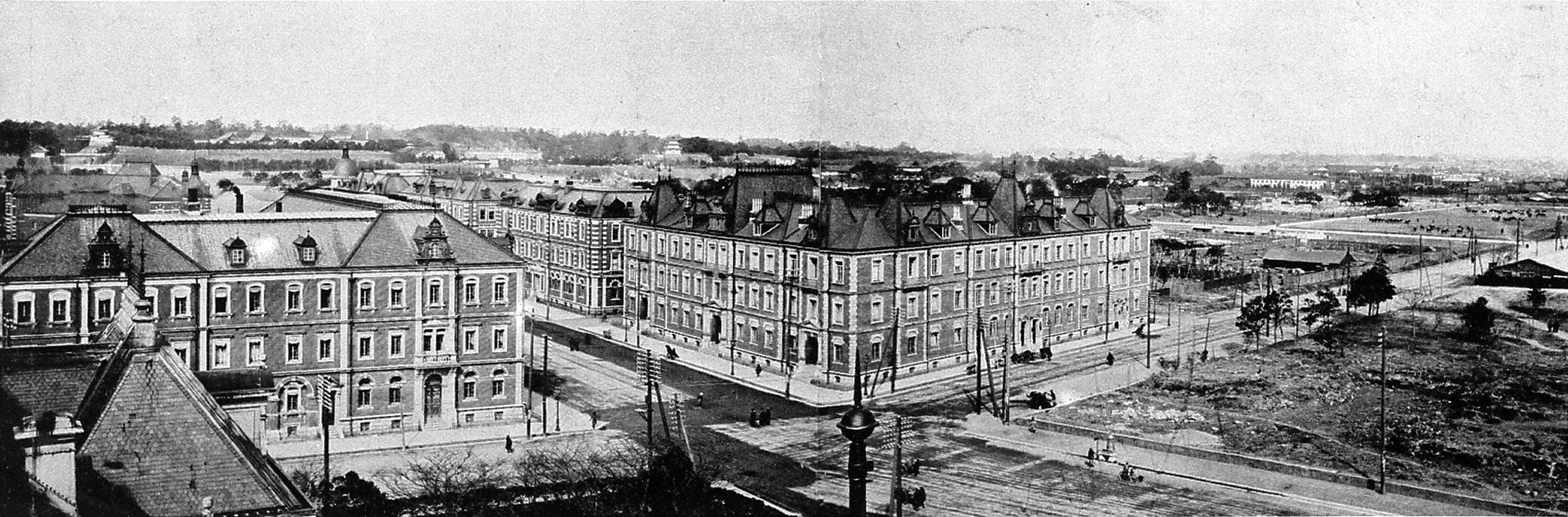
東京市役所屋上より俯瞰。